# Ласанья, Луиджи Джузеппе
Луиджи Джузеппе Лазанья, наиболее известный как Дом Луис (4 марта 1850 года — 6 ноября 1895 года) — итальянский Салезианский священник и титулярный епископ епархии Эа, с момента своего назначения Папой Львом XIII 10 марта 1893 года и до своей смерти 6 ноября 1895 года. Он основал салезианские конгрегации в Бразилии и Уругвае.

## Биография
Луиджи Джузеппе родился в Монтеманьо в 1850 году.
8 июня 1873 года был посвящен в сан католического священника.
В 1876 году по рекомендации Дона Боско он был послан в качестве миссионера в Латинскую Америку.
10 марта 1893 года он был назначен титулярным епископом и рукоположен 12 марта кардиналом Лусидо Марией Парокки, избрав своим девизом «Sal agnis» (кусочки соли).
Он умер в 1895 году в Жуис-ди-Фора, став жертвой железнодорожной катастрофы при столкновении двух поездов в Эстрада-де-Ферро-Сентрал-ду-Бразил